# 三線南極魚
三線南極魚為輻鰭魚綱鱸形目南極魚亞目南極魚科的其中一種，分布於西南大西洋的福克蘭群島海域，為底棲性魚類，屬肉食性，生活習性不明。

## 擴展閱讀
維基物種上的相關：三線南極魚